# Columbia (supercontinente)

Ilustración de Columbia cerca de 1.590 millones de años atrás.

Columbia (también conocido como Nuna o Hudsonland) fue uno de los supercontinentes postulados de la Tierra. Existió desde hace aproximadamente 1800 a 1500 Ma (millones de años) en el Paleoproterozoico, siendo el supercontinente más antiguo. Consistió en un proto-cratón que integraban los ex-continentes de Laurentia, Báltica, Ucrania, la Amazonia, Australia, y posiblemente Siberia, el norte de China y el Kalahari. La existencia de Columbia se basa en datos paleomagnéticos.

## Tamaño y localización
Se estima que Columbia tendría cerca de 12 900 km de norte a sur, y cerca de 4800 km en su parte más ancha. La costa del este de la India estaba unida a Norteamérica occidental, con Australia meridional y Canadá occidental. La mayor parte de Sudamérica estaba girada de manera que el borde occidental (lo que hoy en día es Chile y el Perú) se alineó con el este de Norteamérica, formando un margen continental que se extendía hasta el sur de Escandinavia.

## Formación
Columbia se formó entre 2000 y 1800 Ma atrás, originándose orogenias; con casi todos los continentes de la Tierra de aquel tiempo. Los cratones Sudamérica y África Occidental se unieron hace entre 2100 y 2000 Ma formándose las orogenias de Transamazonía y Eburnean; los cratones de Kaapvaal y Zimbabue en el África meridional chocaron a lo largo por la Región de Limpopo hace 2000 Ma;  los cratones que formó Laurentia se unieron hace entre 1900 y 1800 Ma originándose las orogenias de Trans-Hudson, Penokean, Taltson–Thelon, Wopmay, Ungava, Torngat y Nagssugtoqidain; los cratones Kola, Karelia, Volgo-Uralia y Sarmatia (Ucrania) dieron lugar a Báltica (Europa oriental) hace entre 1900 y  1800 Ma  mediante las orogenias de Kola–Karelia, Svecofennian, Volhyn-Rusia central y Pachelma; los cratones Anabar y Aldan en Siberia hace entre 1900 y 1800 Ma mediante las orogenias de Akitkan y Aldan central; Antártida oriental y un bloque continental desconocido se unieron mediante la orogenia de las Montañas transantárticas; los bloques Sur y Norte de la India se fusionaron a lo largo de la Zona tectónica central de la India; y los bloques oriental y occidental del cratón Norte de la China se unieron hace unos 1850 Ma mediante la orogenia Trans-Norte de China.
Después de su unión final hace 1800 Ma, el supercontinente Columbia tuvo una larga vida (entre 1800 y 1300 Ma), hubo un crecimiento en los márgenes continentales relacionado con la subducción, se formó entre 1800 y 1300 Ma un gran cinturón magmático al sur de la actual Norteamérica, Groenlandia y Báltica. Incluye los cinturones Yavapai, Llanuras centrales y Makkovikian entre 1800 y 1700 Ma, los cinturones Mazatzal y Labradorian entre 1700 y 1600 Ma, los cinturones Francois y Spavinaw entre 1500 y 1300 Ma y los cinturones Elzevirian entre 1300 y 1200 Ma en Norteamérica; los cinturones Ketilidian entre 1800 y 1700 Ma en Groenlandia; el cinturón ígneo Trans-escandinavo entre 1800 y 1700 Ma, el cinturón Kongsberggian-Gothian entre 1700 y 1600 Ma, el cinturón granítico del Sudoeste de Suecia entre 1500 y 1300 Ma en Báltica. Otros bloques de cratones sufrieron también estas consecuencias marginales al mismo tiempo. En Sudamérica, entre 1800 y 1300 Ma se produjo un aumento del borde continental a lo largo del margen occidental del cratón de la Amazonia, representada por los cinturones Río Negro, Juruena y Rondonian. En Australia, entre 1800 y 1500 Ma surgieron adicionales cinturones magmáticos, incluyendo Arunta, Mt. Isa, Georgetown, Coen y Broken Hill, en los márgenes sur y oriental del norte del cratón de Australia y el margen oriental de cratón Gawler. En China, entre 1800 y 1400 Ma se le añadió un cinturón magmático, el llamado cinturón Xiong'er, que se extendía a lo largo de la margen sur del cratón del Norte de China.

## Fragmentación
Columbia comenzó a fragmentarse hace alrededor 1600 Ma, en relación con dislocación continental a lo largo del margen oeste de Laurentia (supergrupo cinturón Purcell), este de la India (Mahanadi y Godavari), el margen meridional de Báltica (supergrupo Telemark), el margen sudeste de Siberia (Riphean aulacogens), el margen noroeste de Sudáfrica (Kalahari Copper Belt), y margen norte del Bloque Norte de China (Zhaertai-Bayan Obo Belt). La fragmentación correspondió con una actividad magmática extensa, formándose anortosita-mangerita-charnockita-granito (AMCG) en Norteamérica, Báltica, la Amazonia y el Norte de China, y continuó hasta el final de la desintegración del supercontinente hace alrededor de 1300 a 1200 Ma. 

| Predecesor: Kenorland | Ciclo supercontinental Proterozoico (Estatérico - Calímico) | Sucesor: Rodinia |